# The Fire This Time
The Fire This Time är en ljuddokumentär släppt som album, om Gulfkriget och de internationella sanktionerna mot Irak, med konsekvenserna för landet och det irakiska folket. Albumet producerades av filmskaparen Grant Wakefield och dubbla-CD:n innehåller musik från elektronmusikartister, som Michael Stearns, Pan Sonic och Aphex Twin.

## Bakgrund
Idén för albumet föddes efter att Wakefield och medförfattaren Miriam Ryle reste till Irak för att filma en uppföljning av Ryles dokumentär Voices in Iraq. Deras filmer, inklusive en intervju med FN:s humanitära samordnare Hans-Christof von Sponeck, som uttryckte sig kritisk till sanktionerna mot Irak, avvisades av BBC och Channel 4, där BBC World svarade att de "inte accepterar gnälliga artiklar". Wakefield och Ryle påbörjade istället producera en ljuddokumentär, med en blandning av talat ord, elektronisk musik samt klipp av uttalanden från bland annat tjänstemän och journalister.

## Låtlista
| 1.           | From The Cradle...      | Michael Stearns                                       | 4:18    |
| 2.           | The Playground          | Ashra                                                 | 4:38    |
| 3.           | Lines In the Sand       | Higher Intelligence Agency                            | 4:54    |
| 4.           | Get Thee Behind Me      | Soma                                                  | 4:57    |
| 5.           | Counting On New Friends | Orbital (remixed by Bump & Grind)                     | 5:04    |
| 6.           | The Whore of Babylon    | Pan Sonic                                             | 5:04    |
| 7.           | We're Doing Well Now    | Barbed                                                | 7:05    |
| 8.           | Nails In The Wall       | Speedy J and Kait Gray                                | 3:11    |
| 9.           | Say Hello To Allah      | Aphex Twin (remixed by Black Lung)                    | 7:11    |
| 10.          | Church Bells            | Speedy J, Bass Communion & Higher Intelligence Agency | 5:49    |
| 11.          | No News Is Good News    | Naseer Shamma & Bass Communion                        | 8:10    |
| 12.          | Dog In America          | Bola                                                  | 9:07    |
| 13.          | ...To The Grave         | AMBA                                                  | 8:01    |
| Total längd: | Total längd:            | Total längd:                                          | 1:17:37 |

| 1.           | From the Cradle...              | Michael Stearns                     | 3:57    |
| 2.           | Lines in the Sand               | The Higher Intelligence Agency      | 5:40    |
| 3.           | Get Thee Behind Me              | Soma                                | 5:22    |
| 4.           | The Box (Equilibrium Found Mix) | Orbital (remixed by Bump 'n' Grind) | 4:57    |
| 5.           | Oud Improvisation               | Naseer Shamma                       | 7:11    |
| 6.           | We're Doing Well Now            | Barbed                              | 6:51    |
| 7.           | Nails in the Wall (Vocal Track) | Kait Gray                           | 2:28    |
| 8.           | Come to Daddy                   | Aphex Twin (remixed By Black Lung)  | 3:11    |
| 9.           | Call to Prayer                  |                                     | 3:49    |
| 10.          | Conoid Tones (Excerpt)          | Higher Intelligence Agency          | 6:54    |
| 11.          | No News Is Good News            | Naseer Shamma & Bass Communion      | 8:22    |
| 12.          | Dog in America                  | Bola                                | 10:16   |
| 13.          | Black Mountains                 | AMBA                                | 3:46    |
| Total längd: | Total längd:                    | Total längd:                        | 1:17:12 |

## Mottagande
The Fire This Time fick nästan enhällig beröm. Albumet utsågs till ett av de 50 bästa albumen 2002 av The Wire magazine.